# Hullolihatti, Hukeri
Hullolihatti là một làng thuộc tehsil Hukeri, huyện Belgaum, bang Karnataka, Ấn Độ.